# Poggio Buco
Poggio Buco è un sito archeologico etrusco situato nel comune di Pitigliano, nella provincia di Grosseto, in Toscana.
Il toponimo Poggio Buco è generalmente utilizzato per indicare sia il centro abitato rinvenuto sul pianoro delle Sparne, nella valle del Fiora, sia l'adiacente necropoli. Il sito è stato anche spesso associato alla perduta città di Statonia, anche se tale identificazione è dibattuta e considerata superata.

## Storia
Gli scavi nell'area di Poggio Buco ebbero inizio nel 1959 per quanto riguarda la necropoli, mentre quelli dell'intero insediamento vennero portati avanti a partire dal 1980.
Il centro etrusco si sviluppò in tre fasi principali: alla fine dell'età del bronzo (XI-X secolo a.C.); tra la fine dell'VIII e la metà del VI secolo a.C. (il più florido); e nel tardo ellenismo a partire dal II secolo a.C.
L'insediamento più antico non ha tracce evidenti, ma si conosce un piccolo nucleo di sepolture a incinerazione, con elementi culturali protovillanoviani, come l'uso di vasi biconici e ceramiche caratteristiche. Durante la fase finale dell'età del bronzo, l'organizzazione territoriale prevedeva insediamenti isolati distribuiti a breve distanza, spesso su alture o pianori tufacei come quello delle Sparne, circondato dal Fiora e gli affluenti Rubbiano e Bavoso.
All'inizio dell'età del ferro (IX secolo a.C.), il sito venne abbandonato, segnando un mutamento nella distribuzione degli insediamenti: si formarono villaggi più concentrati, soprattutto sui pianori destinati a future città, mentre il territorio circostante rimaneva disabitato. La valle del Fiora si popolò principalmente presso Vulci, che divenne il centro principale.
Verso la fine dell'VIII secolo a.C., Poggio Buco fu rioccupato come avamposto di Vulci, probabilmente come residenza aristocratica decentrata. Gli scavi hanno evidenziato un insediamento con mura e un fossato, e resti di edifici e decorazioni architettoniche, tra cui lastre di rivestimento con rilievi zoomorfi e scene mitologiche, datate al secondo quarto del VI secolo a.C. La funzione di questo sito è discussa: inizialmente ritenuto un santuario, è stato poi identificato con una residenza aristocratica, anche se la presenza di una piazza lastricata e di elementi votivi ellenistici suggerisce la possibilità di un luogo di culto.